# Egmond (Hollande-Septentrionale)
Egmond est une ancienne commune dans la province de la Hollande-Septentrionale. Créée en 1978 par la fusion d'Egmond aan Zee et Egmond-Binnen, elle a été avec la commune de Schoorl intégré en 2001 à la commune de Bergen.

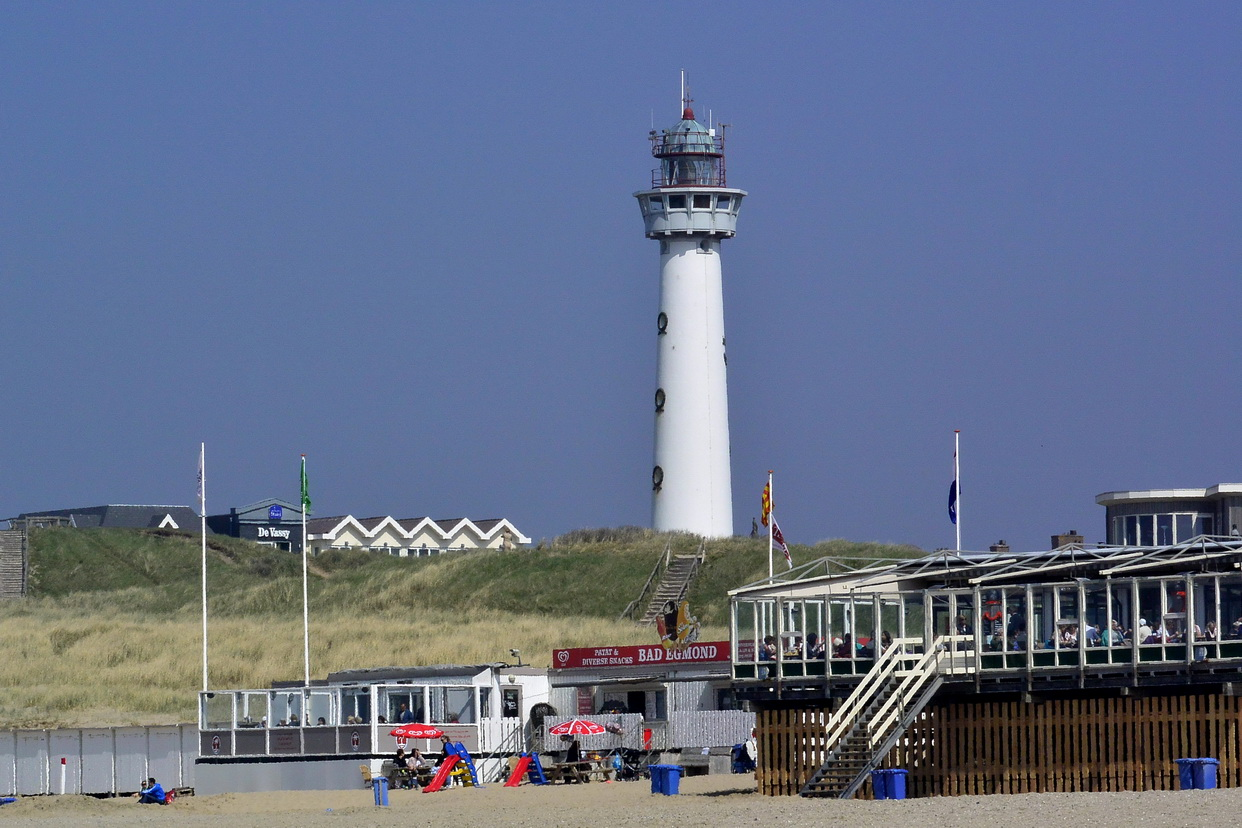
Egmont à partir du côté de la mer

Les trois villes qui constituaient cette commune sont Egmond aan den Hoef, Egmond aan Zee and Egmond-Binnen.